# Рэдклифф, Эдуард, 2-й граф Дервентуотер
Эдуард Рэдклифф (англ. Edward Radclyffe; 9 декабря 1655 — 29 апреля 1705) — английский аристократ, 2-й граф Дервентуотер, 2-й виконт Рэдклифф и 2-й барон Тиндейл с 1696/97 года. Единственный сын Фрэнсиса Рэдклиффа, 1-го графа Дервентуотера, и его жены Кэтрин Фенвик. После Славной революции последовал за Яковом II в изгнание на континент. Был женат с 1687 года на Мэри Тюдор, внебрачной дочери короля Карла II. В этом браке родились:
- Джеймс (1689—1716), 3-й граф Дервентуотер;
- Фрэнсис (1691—1715);
- Чарльз (1693—1746)[3];
- Мэри (1697—1756)[4].

Супруги развелись в 1700 году, позже Мэри Тюдор выходила замуж за Генри Грэма и Джеймса Рука.